# 菲利欧白沙罗站
菲利欧白沙罗站位於吉隆坡白沙罗菲利欧白沙罗，是巴生谷加影线的其中一个高架捷运车站，主要服务菲利欧白沙罗及灵市十六区一带的居民。本站属于双加捷运第一阶段线路，于2016年12月16日开始运营。

## 车站结构

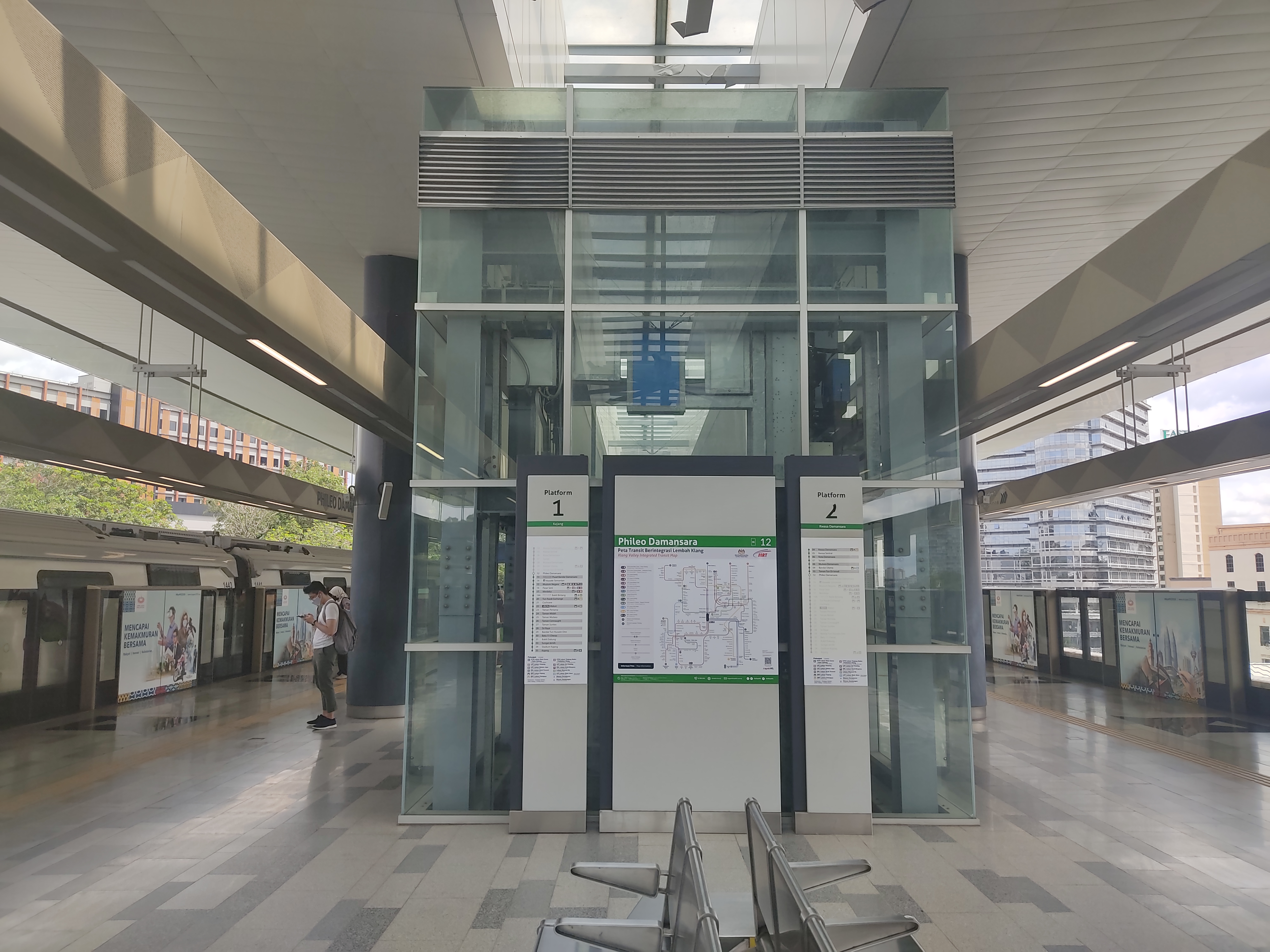
菲利欧白沙罗站站台

此站设计类似其他标准架空车站，一共有两个楼层和地面层。然而，与大多数高架车站不同的是，本站只有一个岛式站台（中间）和两个位于车站大厅之上的轨道。本站位于西部疏散大道北部的菲利欧白沙罗枢纽，这地点的旧址为一个汽油站和二手车商店。
本站共有两个入口。入口A位于临近菲利欧白沙罗商业区的SS16/11路旁（车站对面），其和车站之间设有一座横跨西部疏散大道的行人连接桥。入口A也备有接驳巴士站和计程车停靠处。
入口B位于车站一旁，设有电梯、手扶梯和楼梯衔接地面层的停靠处。入口B也设有行人连接桥至临近的多层「停车转乘」建筑物。

## 意外事故
2018年10月15日，一张广告帆布飘落在菲利欧白沙罗站的捷运轨道，为了顾及列车行驶安全，被逼暂停捷运班次让当局移走布块及展开检查乘搭捷运的乘客需面对15分钟的班次延迟，导致川行菲利欧白沙罗站前往白沙罗市中心站和士曼丹站的服务受影响，直到工作人员把广告帆布的布块移开后服务才恢复正常，无人在这起意外中受伤

## 接驳巴士
加影线车站皆提供接驳巴士服务。本站提供前往八打灵再也北部若干住宅区和马来亚大学的服务，将停留位于西部疏散大道旁入口A的巴士站。
| 路线编号 | 起点                | 终点          | 经过                                                                           | 注释                                   |
| -------- | ------------------- | ------------- | ------------------------------------------------------------------------------ | -------------------------------------- |
| T815     | KG12 菲利欧白沙罗站 | 马来亚大学    | 西部疏散大道 17/1路 大学路 马大布迪环路                                        | 此条路线与前往 KJ19 大学站T789路线交汇 |
| T814     | KG12 菲利欧白沙罗站 | 八打灵再也SS2 | 西部疏散大道 白蒲大道 SS2/75路 19/8路 大学路 17/2路 17/13路 17/22路 阿布峇卡路 |                                        |

## 车站周边
- 公共服务高尔夫球场（Kelaf Golf Perkhidmatan Awam）